# 自籌資金醫療保險計畫
自籌資金醫療保險計劃（英語：Self-funded health care），也稱為“僅提供行政服務 ”（Administrative Services Only），此處所談的保險計劃由雇主自辦，由保險公司提供行政服務支援)，是在美國的一種自己保險安排，由雇主運用公司自有資金為僱員提供醫療保險或失能保險的員工福利。這與雇主找保險公司，簽訂合約，為僱員和僱員家屬提供全額的醫療保險計劃不同。
在這種醫療保險，雇主直接承擔受保者理賠的風險。保險文件中對於受保人的資格和承保福利均有詳細記載，與典型團體醫療保險單中的條款類似。這種保險計劃中的權利和義務主要是根據《1974年僱員退休所得安全法》（ERISA）所訂立。

## 保險計劃
美國的自籌資金醫療保險計劃通常由雇主以本身的法人實體建立，與信託類似。這個計劃擁有自己的資產，根據ERISA的規定，這些資產必須與雇主的一般資產分開。計劃的資產來自僱員的稅前所得（在大多數情況下）繳納而得，雇主有時會額外提供經費。
而計劃的受保人產生的理賠，若有超出計劃資產池中金額的時候，不足部分均由雇主全部承擔。在這種情況下，雇主必須將自己的資金撥入計劃的信託帳戶，用以充分支付任何理賠。
在涵蓋僱員和僱員撫養人的保險計劃所需的保險費，會從僱員的工資中扣除。保險計劃發起人與傳統保險的做法類似，先設定整體保險的成本，再根據員工選擇：僅為自身保險、自身加上配偶保險、自身加上配偶以及加上子女保險、或某些由發起人設定的特殊覆蓋和方式，再決定從僱員工資中扣除的方案。。
自籌資金醫療保險計劃容許在構建福利計劃方面具有一定程度的靈活性；有些計劃容許的選擇較少，例如僅能在自我保險和全家庭保險兩種間作選擇，在工資扣款的方式也只有兩種。

### 設計
隨著醫療衛生成本持續上升，有日漸增多的雇主尋求其他方式來為其醫療衛生計劃提供資金。因為雇主希望將部分財務責任轉移給員工，而由消費者驅動的醫療衛生計劃最近變得流行。HSA（健康儲蓄帳戶）和HRA（醫療保險報銷帳戶）均鼓勵僱員在考慮選擇醫療程序或採用處方藥時要貨比三家，以找到最佳價值。自籌資金醫療保險計劃更進一步，把所有索賠數據提供給雇主，允許他們建立一個EPO（獨家供應者組織），基本上這個EPO就是個首選提供者組織（PPO），目的是用來把高成本的供應商剔除。

## 趨勢
從歷史上看，自籌資金醫療保險計劃對擁有1,000多名員工的大公司，和美國Fortune 500公司最有用，但隨著過去十年醫療衛生成本以接近10%的速度在增長，自籌資金已成為較小型雇主的一種選擇，現在估計擁有自籌資金計劃的公司規模平均僱員人數為300-400名，而在擁有公司提供醫療保險計劃的私營公司中，已有59%至少具有部分是自籌資金的計劃。
雖然有些大型雇主自己管理本身的團體醫療保險計劃，但大多數覺得必須與第三方簽訂合約，以取得在理賠裁決和付款方面的協助。第三方管理者 (TPA) 可提供這類，以及其他的服務，例如尋求首選提供者組織網絡、處方藥折扣卡計劃、藥品使用審查、和止損保險的安排。保險公司可根據“僅提供行政服務”（或簡稱ASO）的合約提供類似的服務。保險公司做這種服務時，提供的是典型的第三方管理服務，並不承擔理賠的風險。
自籌資金計劃的最大優勢應該是理賠數據的透明度。採用TPA服務的自費雇主每月會收到一份費用報告，詳細說明醫療理賠和藥物費用。了解這些數據的意義之後，可透過改變採購模式來控制成本。其他的好處包括計劃具有靈活性、接觸到全國的PPO網絡、以及節省成本。

## 患者保護與平價醫療法案
《患者保護與平價醫療法案》（PPACA，或簡稱為ACA）對自籌資金醫療計劃產生巨大影響；市場改革之後，以前使用的許多計劃失效，根據個人強制條款，僱員被要求具備醫療保險覆蓋，許多雇主也被要求提供醫療保險福利。自籌資金醫療保險計劃的規模因此而擴大。
美國的自籌資金醫療保險計劃必須遵守PPACA中的許多規定，包括受撫養者受到保險覆蓋直到26歲、禁止中途撤銷、以及禁止有年度或終身保額的限制。雖然PPACA要求全額保險計劃必須涵蓋基本醫療保險福利，但自籌資金醫療保險計劃卻特別沒受這種要求的約束。

## ERISA
ERISA是聯邦法律，它為美國私營企業的員工福利計劃（包括養老金計劃和醫療保險福利計劃）設定最低標準。ERISA並未要求雇主制定退休金計劃， 也不規定必須提供哪些福利（但有少數例外）；相反的，它要求那些制定計劃的雇主必須符合某些最低標準。這項法律的目的在保護計劃參與者（即受保者），並確保在美國的每一司法管轄區建立統一的法定法律體系，以規範適用的福利計劃。
這使得ERISA成為政府指導的“退休計劃”（規範私人企業退休計劃的最低標準）。由於ERISA是聯邦政府規範私人企業僱員福利計劃的法案，因此應將ERISA規範內的退休預期維持在最低標準的程度。

### 計劃發起人和計劃管理者
醫療保險計劃的形成和管理涉及兩個主要實體 - 計劃發起人和計劃管理者。

#### 計劃發起人
計劃發起人（也稱為“雇主”或“團體”）是發起、製作、提供、維護、和資助計劃的實體。雖然計劃管理員的職責可委託給雇主以外的實體，但法律一定要求雇主擔任計劃發起人。

#### 計劃管理員
計劃管理員是負責一般管理職責的單位，類似於信託中的受託人。計劃管理員始終是計劃受託人；但可與其他單位分擔受託責任，但某些受託責任必須由計劃管理員承擔，無法免除。一般來說，計劃管理員就是是雇主 - 但行業的新趨勢是越來越多團體利用支付費用的方式，把計劃管理員的職責外包給TPA，或是其他單位。
贊助自籌資金保險計劃的雇主通常與TPA簽訂合約，TPA是代表醫療保險計劃和計劃發起人提供行政服務的單位。傳統上，TPA不會自行做理賠的決定；如果理賠決定需要根據管理計劃文件而做，大多數TPA會要求計劃管理員自行做出決定。這是因為任何對計劃資產行使自行裁量權或根據保險計劃做出具有約束力的決定，都會對相關單位產生受托責任。根據ERISA，只要醫療保險中的任一單位在特定情況下充當受託人，則其就被視為受託人。計劃發起人透過稱為行政服務協議（Administrative Services Agreement）與所選擇的TPA簽訂合約，合約中把TPA的職責作概述，通常包括管理理賠付款、發佈理賠福利決定、和分送文件。合約通常包含規定TPA可接洽自籌資金保險雇主的理賠銀行帳戶的條款，以及TPA收取費用的方式（通常根據員工數目按月收費）。

## 與傳統保險對比
一般來說，傳統醫療保險是個人管理其醫療費用風險的方式。個人向保險公司支付一定的保費，而保險公司則同意針對符合條件的醫療理賠做支付。個人投保的風險全數轉移給保險公司；無論符合條件的索賠有多少，保險公司都需承擔支付的風險，被保險人可以放心，因為他或她不用承擔任何責任。
在自籌資金醫療保險計劃，計劃發起人有廣泛的自行裁量權來確定計劃中將置入哪些條件，以及決定哪些單位有權做保險福利決定、事實決定、上訴決定、和條件文字的解讀。而在傳統保險中，這些責任（和風險）都由保險人承擔。
傳統保險公司的利潤直接來自保單持有人（受保人），它們收取的保費的部分用於支付理賠，剩餘的則為保險公司的利潤。而自籌資金醫療保險計劃本身就是個信託，或是資金來源是由信託提供。

## 資金來源
自籌資金醫療保險計劃涉及的是把風險從僱員及其家屬直接轉移給雇主。這個計劃從計劃的資產中支付理賠；這些計劃和傳統醫療保險不同，計劃（信託）資產未能支付的理賠需完全由雇主承擔。有些這類醫療計劃本身並無資產；被稱為無資金醫療保險計劃，這種計劃由計劃發起人的公司資產提供資金。
計劃本身的資產和計劃發起人的資產各自分開。一旦資金進入計劃的資產 - 無論是透過扣除僱員的工資，還是雇主本身提供給計劃的經費 - 這些資產就永遠屬於計劃本身所有。

## 止損保險
止損保險是一種再保險，為自籌資金醫療保險計劃，以及計劃的資產提供保險。
由於普通雇主與保險公司相比，可支配的資產有限，但當僱員產生大量高額的理賠，而雇主無法負擔全部時，則可能會導致雇主破產。這就是止損保險可發揮作用的地方，因為它為雇主提供額外的資金來源，用以支付災難性的巨額理賠。較小的管理式醫療護理機構也可能會購買止損保險，以保護自己免受災難性巨額理賠的風險，但較大型的保險公司，例如那種常見為雇主提供全額保險的公司，通常會擁有夠大的資金池。能夠承擔這般的風險。而大多數雇主的資金池的規模都有限度。
因為ERISA的規定有優先性質，雇主採用後可避過那些多變和對自籌資金醫療保險計劃不友好的州法規，但要達到這目標，唯一方法就是透過購買止損保險；然而，許多州已通過法律，試圖通過禁止出售止損保險給“小型團體”，或是立法設定最低再保險理賠金額（attachement point），以達到規範或限制止損保險的目的。凱撒家族基金會在2013年所做的的一項研究，顯示有59%受到自我保險計劃覆蓋的員工，他們所屬的計劃都購買止損保險。但這個數字可能會被嚴重低估，因為那些團體很不願承認他們購買過止損保險。
若在傳統的全額醫療保險計劃，雇主會定期支付保費（根據給定時間段內的固定費率）給保險公司，而受保僱員每月會向雇主支付一筆費用，以部分抵消雇主支付的保費。除非在某些特定情況下（例如最常見的是因為受保僱員人數的變化），否則保費不會改變。保險公司根據承保的福利項目以收取保費，並對承保的醫療費用做支付。僱員本身必須負擔保單要求的自負額或是共付額。
自籌資金醫療保險計劃具有類似於保險費的固定組成部分；但相較之下，自籌資金計劃支付受保者發生的理賠，對雇主而言，它們的風險並沒上限。在純自籌資金的情況下，即使有止損保險，雇主仍然負擔100%的理賠風險。如果發生災難性巨額理賠金額，會由止損保險負責賠償，但如果止損保險的承保公司倒閉，或是違約不能付款，自籌資金計劃仍需承擔理賠的全額。

### 國家規定
對於自籌資金員工福利計劃，雖然ERISA的規定優於一些相關的州法律，但ERISA並未對止損保險給予規範，因為這種保險不是保護員工，而是保護自籌資金本身或是雇主。

## 好處和風險
自籌資金的主要好處之一是這個團體能夠制定福利內容，而且根據員工群體量身定制計劃。發起人可建立條款，以涵蓋某些福利，並在其認為合適的情況下排除其他福利。在極簡主義之下，只涵蓋員工需要的服務，並把其他服務排除，有把成本降低的功能。
如上所述，採用自籌資金計劃的雇主確實要自擔風險。雇主必須承擔支付計劃參與者理賠100%的風險。而實際上許多小團體根本無力負擔這種方式；一個普遍的理論是，僱員過少的團體無法收取到足夠的資金，讓雇主來支付理賠，而不致破產。雖然對這種情況的解決方案是根據需要，而向僱員收取越來越高的費用，但《PPACA》和一般商業考量都禁止把僱員支付的保費金額超過某一種水準。
自籌資金計劃另一個重要風險是決定理賠的義務落在計劃管理員身上，而管理員通常是雇主。當計劃綜述說明（Summary Plan Description，SPD）對於給定的理賠有清楚的定義時，雇主所僱用的TPA會支付或是拒付，如果TPA認為有疑慮時，則會提交給計劃管理員做最終決定，因為大多數ASO規定TPA不得做出理賠決定（以保護TPA和計劃管理員）。
贊助自籌資金的計劃有風險，但也有回報。贊助的團體可能會碰到意外的災難性巨額理賠金額，但可透過止損保險以應付這類風險。

## 市場規模
最近有項研究報告稱，截至2014年，大約有81%透過雇主取得醫療險的僱員。是部分或完全受到自籌資金計劃的覆蓋，比1999年增加21%。 根據美國衛生及公共服務部，在擁有僱員超過500人的雇主中，有超過82%提供自籌資金醫療保險計劃、擁有僱員在100至499人之間的雇主中，有超過25%提供這項服務、而擁有僱員少於100的雇主，有超過13%提供自籌資金計劃。
如同這些統計數據所顯示，自籌資金醫療保險計劃與一般保險使用相同的基本數學原理：分散風險。較大的雇主有更多的計劃參與者參與分散風險（損失），因此能夠較準確地預測和預算計劃的成本。相較之下，只擁有50名員工的雇主由於參與分散風險者過少，因此成本可能會出現大幅波動。

## 非傳統保險計劃模型

### MEWAs
多雇主福利安排 (Multiple Employer Welfare Arrangement，MEWA) 是種載具，多個雇主可透過這種安排結合在一起，為所有僱員提供自籌資金計劃 - 算是一種合作社。 MEWA對自身規模過小而無法單獨自籌資金的小型團體很有用；例如，一些當地各有十幾名僱員的小企業，可把它們的資產匯集而組成一個MEWA，像單獨擁有相同僱員人數的大型公司一樣提供自籌資金的計劃。
ERISA對MEWA的定義是：
“多雇主福利安排”是指僱員福利計劃或任何其他安排（非僱員福利計劃），其建立或維持的目的是向兩個或多個雇主（包括一個或多個自僱人士）的僱員，或他們的受益人......提供任何[福利]

## 止損保險
許多雇主透過從保險公司購買止損保險，來降低自籌資金計劃安排因為巨額理賠而發生的財務風險。這些保險在特定單獨理賠和匯總理賠方面設定下自身能夠承擔風險的限度。
自籌資金醫療保險計劃的一個重要概念在於，無論是否購買止損保險，雇主仍需對計劃理賠的資金擔負責任。反過來，表示基金或公司自己的銀行帳戶創建一個員工資金池，經過管理並為理賠而支付。換句話說，只有雇主與計劃參與者和受益人間具有合約關係。止損保險僅在雇主和保險公司之間運行，並未對計劃涵蓋的受保人直接負擔有責任。此功能是一般醫療保險計劃（受州法律保險法規約束）和自籌資金醫療保險計劃之間的重要區別，根據ERISA第514條的規定，這些自籌資金計劃不受州保險法規約束。
止損保險有助於建立自籌資金計劃“最壞情況”或任何給定年份的理賠匯總。總止損金額有助於建立一個確定金額，以與計劃保證的全額保險成本做比較。如果總止損金額不超過計劃保證的全額保險成本，自籌資金會是個可行的選擇。另一種看待總止損金額的方式，是在特定時段之內覆蓋公司責任的總括保單。

## 訴訟與責任
在美國，由於ERISA優於各州的法律，受ERISA監管的自籌資金醫療保險計劃不受保險惡意法的約束（即計劃參與者和受益人不能以不良行為由而對自籌資金醫療保險計劃相關單位提起侵權訴訟）。RRISA還影響醫療事故責任（即計劃參與者和受益人不能以醫療事故為由而對健康維護組織提起訴訟）。

## 進一步閱讀
- Captive 101 - Roundstone Management  （页面存档备份，存于）
- Self-Funded Health Care Could Lower Costs - Milwaukee Biz Journal  （页面存档备份，存于）
- Is Self-Funded Health a Path for Small Firms? - HR Magazine 0806 HR Magazine: Is Self-Funded Health a Path for Small Firms
- Self-Funding of Health Care Benefits Bookstore by Carlton Harker
- ERISA Group Health Plan Administration, Health Plan Law Benefits Law – Federal & State Regulation of Group Benefit Plans （页面存档备份，存于）,
- Partially Self Funded Group Health Plans - High Deductible Health Plans High Deductible Health Plans Today – Health Plans （页面存档备份，存于）
- MyHealthGuide (March 14, 2010), PPO Organizations Have Moved to the Side of the Hospitals （页面存档备份，存于）
- Peck, Ron E. (May 2014), In Reference to Reference Based Pricing （页面存档备份，存于）
- Aguiar, Christopher M. (January 2015), ERISA in the Post-PPACA Cross-Hairs （页面存档备份，存于）
- Silverio, Andrew (March 2015), The Fiduciary Hot Potato （页面存档备份，存于）

## 外部連結
- National Employer Self Funding and Self Insurance Healthcare and Workers Compensation Conference, September 20-22, 2010 in Los Angeles （页面存档备份，存于）
- Self-Insurance Institute of America, Inc. （页面存档备份，存于）
- Self Funding Magazine （页面存档备份，存于）
- Self Funding Employers Association （页面存档备份，存于）
- Self-Insurers’ Publishing Corp （页面存档备份，存于）
- Health Care Administrators Association （页面存档备份，存于）
- Passion for Subro Blog （页面存档备份，存于）
- Reinsurance and Stop-Loss Coverage: Are You on a Firm Footing? （页面存档备份，存于）